# Ernst Stockmann
Ernst Stockmann, född 18 april 1634 och död 28 april 1712 i Weimar där han var kyrkoråd och superintendent.  Psalmförfattare representerad i danska Psalmebog for Kirke og Hjem 1898 och i Norsk salmebok 1985. Son till Paul Stockmann, som avled 1636 i Lützen.

Han gav år 1660 ut psalmsamlingen Poetische Schrift-Lust, Oder Hundert Geistliche Madrigalen. År 1668 gav han ut en andra del med 100 nya psalmer, bland dem den mest kända av hans psalmer, «Gott, der wirds wohl machen», som har publicerats i flera psalmböcker.